# Pietro Scognamiglio
Pietro Scognamiglio (Salerno, 14 aprile 1895 – ...) è stato un politico italiano.

## Biografia
Nato a Salerno da Giuseppe Scognamiglio e Concetta Ricotti, conseguì la laurea in giurisprudenza e svolse la professione di avvocato. Aderì alla Democrazia Cristiana e fu il primo sindaco di Potenza democraticamente eletto nel 1946. Venne eletto una seconda volta nel 1949.
Fu anche presidente della Camera di commercio, industria e agricoltura di Potenza.